# Фасянь
Фасянь (кит. 法顯, пиньинь: Fǎxiǎn; 337 — ок. 422) — китайский буддистский монах и путешественник, объехавший в 399-412 годах Непал, Индию, Шри-Ланку и установивший постоянную связь между Китаем и Индией.
Своё путешествие он описал в книге «Фо го цзи» (Записки о Буддийском царстве, «Фо ю Тяньчжу цзи», Записки о путешествии буддийского монаха в Индию). Наиболее известен своим паломничеством в Лумбини, к месту рождения Будды Гаутамы. Фасянь путешествовал по Индии во время правления Чандрагупты II.

## Биография
О жизни Фасяня известно довольно немного. Родился он на территории современной провинции Шаньси, детство провёл в буддистском монастыре. Получил монашеское имя Фасянь — Прославляющий Дхарму. Став монахом, натолкнулся на неясности в законах буддистского учения, известных тогда в Китае, и решил совершить паломничество в Индию за полными копиями законов.

## Путешествие в Индию
Фасянь совершил своё знаменитое путешествие в Индию выйдя из Чанъаня и, пройдя караванными путями через Дуньхуан и княжества Западного края, через Каракорумские перевалы, оказался в индийском государстве Уддияна. Судя по его записям, переход был осуществлён за 3 месяца и 10 дней, не считая дней, когда путешественники отдыхали в городах. Вероятно, маршрут пролегал через Хунджерабский перевал и Гилгит, приведя в долину Сват. Совершив паломничество по буддийским святыням Индии и прожив там несколько лет, Фасянь перебрался на Шри-Ланку, где провёл два года. Оттуда он поплыл на торговом судне на Яву, перейдя на другое судно, прибыл в Гуанчжоу и завершил свой путь в Нанкине. Он провёл в странствиях 15 лет: с 399 по 414 год.

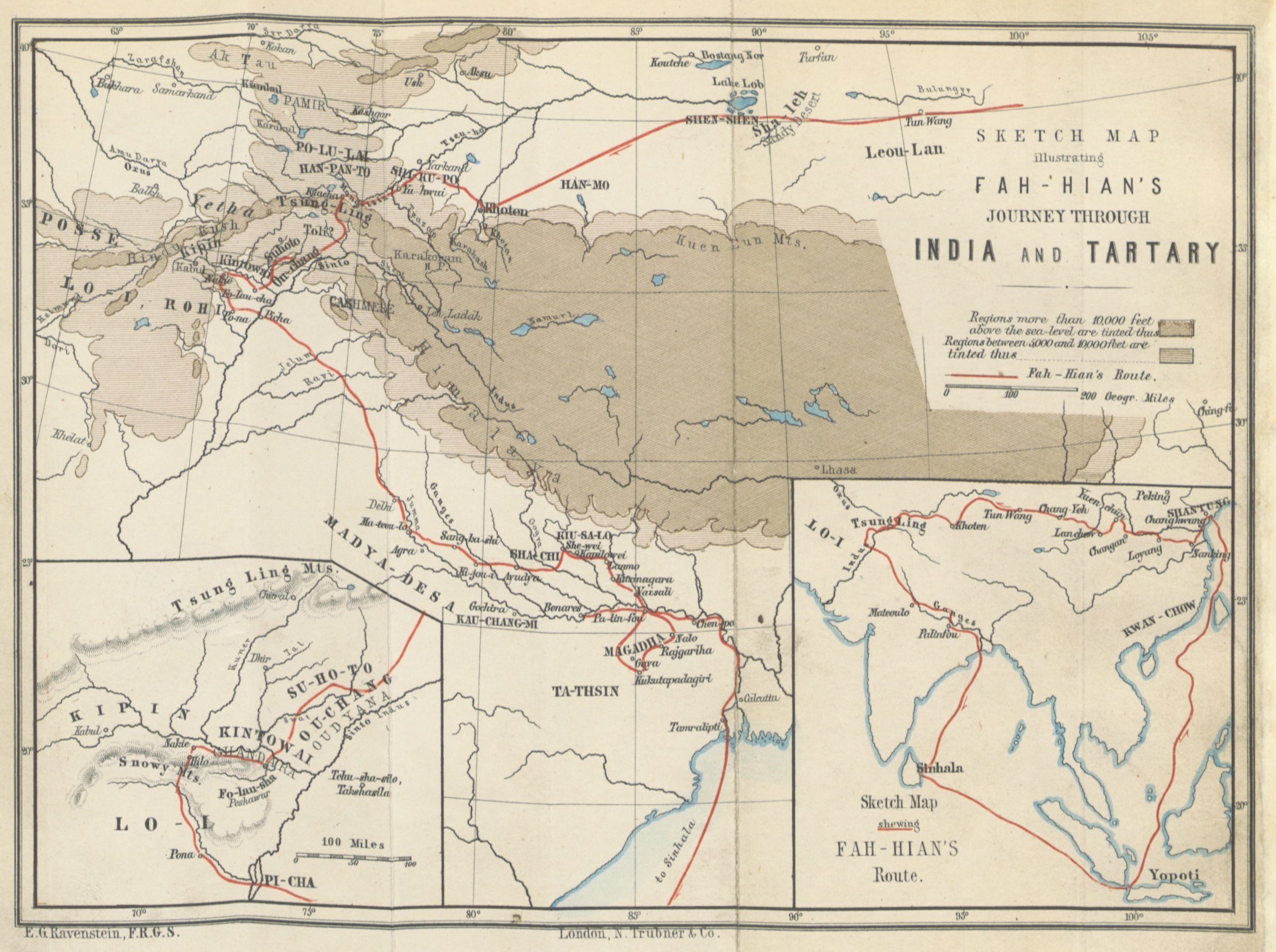
Маршрут путешествия Фасяня

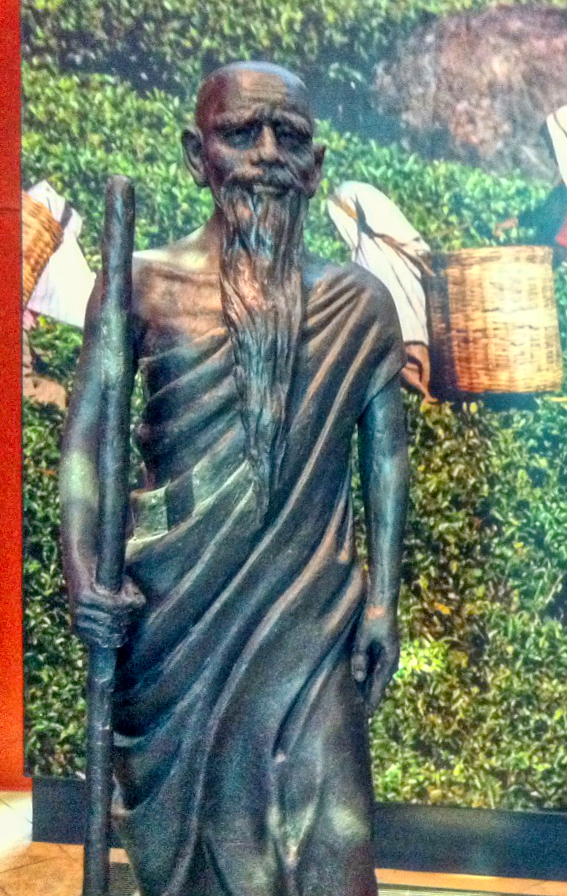
Почётная статуя Фасяня в сингапурском музее

### Первый этап — путь по китайским государствам
Придя к выводу об упадочном состоянии Винаи в Китае, Фасянь решает отправиться в Индию для изучения винаи и копирования соответствующих книг. В 399 году Фасянь и его спутники Хуэйцзин (慧景), Даочжэн (道整), Хуэйин (慧應), Хуэйвэй (慧嵬) покидают Чанъань, тогда столицу императора Яо Сина из недолговечной китайско-цянского государства Поздняя Цинь. Пройдя через Лун (隴), монахи попадают в земли Цифу Ганьгуя из сяньбийского государства Западная Цинь, где они остаются для «летнего сиденья» (夏坐).
Закончив медитации, Фасянь со спутниками отправился в земли Жутаня, правителя другого недолговечного сяньбийского государства Южная Лян. Через горы Янлоу (養樓山) Фасянь пришёл в город Чжанъе. Из-за смуты и военных действий (связанных с образованием очередного варварского государства — Северной Лян) дальнейший путь становится затруднительным, но в Чжанъе монахи находят благотворителя-данапати вана города Чжанъе (Фасянь не называет его имени), который щедро одаривает их. К группе присоединяются новые спутники: Чжиянь (智嚴), Хуэйцзянь (慧簡), Сэншао (僧紹), Баоюнь (寶雲), Сэнцзин (僧景) и другие. Снова совершено «летнее сиденье».
Из Чжанъе монахи направились в Дуньхуан — там монахи из Чжанъе решили остаться, а Фасянь и четыре его спутника получают от коменданта Дуньхуана припасы для путешествия по пустыни Шахэ (沙河). Пройдя по пустыне 1500 ли за 17 дней, Фасянь попадает в первое не-китайское государство на своём пути — Шаньшань.
| Место                         | Локализация                    | Событие |
| ----------------------------- | ------------------------------ | --- |
| Чанъань                       | Сиань                          | Фасян со спутниками покидает столицу Цинь                                                                                                 |
| горы Лун                      | Ганьсу                         | Путь через горы из Чанъани в Западную Цинь                                                                                                |
| Западная Цинь                 | столица Байинь, Ганьсу         | Фасянь останавливается для «летнего сидения» — традиционного отдыха и медитаций.                                                          |
| Южная Лян                     | столица Хайдун (округ), Цинхай | |
| Чжанъе                        | Чжанъе                         | Из-за смуты монахи останавливаются. Ван города покровительствует им. К группе присоединяются новые монахи. Остановка для летнего сиденья. |
| Дуньхуан                      | Дуньхуан                       | Монахи из Чжанъе остаются. Фасянь с четырьмя спутниками получает припасы от коменданта Дуньхуана.                                         |
| Шахэ (沙河) — «Песчаная река» | Такла-Макан                    | Часть Такла-Макана. Пересечена Фасянем за 17 дней из Дуньхуана в Лоулань.                                                                 |

### Второй этап — путь по государствамЗападного Края
Перейдя пустыню, Фасянь прибыл в Шаньшань — Лоулань. Он нашёл местного царя — покровителя буддизма и 400 хинаянских монахов разной степени начитанности. Также здесь оканчивалась зона распространения разговорного китайского языка, но практически везде встречались монахи, говорившие по-индийски. В Шаншане Фасянь провёл 1 месяц и отбыл на северо-запад.
Через 15 дней пути Фасянь прибыл в Уи (烏夷). Название Уи не встречается в китайских хрониках, но судя по расстоянию и описанию, это был Карашар. Он нашёл там 4000 хинаянских монахов, отметил их необычайную ревность в соблюдении обетов, которую не видел в Цинь. Он остановился в гостевой келье (行堂) у Фу Гунсуня (苻公孫). Фасянь со спутниками отдыхал два месяца и несколько дней, когда их нагнал Баоюнь и другие монахи из Чжанъе. Чжиянь, Хуэйцзянь, Хуэйвэй, не найдя понимания в жителях Уи, решают отправиться в Гаочан для отыскания средств для продолжения пути. Фасянь и остальные монахи получили снаряжения для дальнейшего пути от Фу Гунсуня.
Несмотря на опасности, пройдя за месяц и пять дней пустыню, Фасянь прибыл в Хотан. В то время Хотан процветал. Фасянь, к большому для себя удовольствию, обнаружил там буддизм в цветущем состоянии, множество ступ, десятки тысяч монахов, главным образом махаянских, на полном государственном содержании. Царь устроил Фасяня и спутников в махаянском монастыре Цзюймоди (瞿摩帝, санскрит: Гомати — богатый коровами), где обитало 3000 монахов. Хуэйин, Даочжэн, Хуэйда покинули Фасяня и отправились в Цзеча (竭叉國). Фасянь и другие монахи решили остаться в Хотане на три месяца до праздника «Шествия статуй» (行像), описанного Фасяном. После 4 месяцев «шествия статуй», Сэн-шао отправился в Кашмир с местным буддистом, а Фасянь с оставшимися спутниками отбыл в страну Цзыхэ (子合).
Цзыхэ не упоминается в китайских хрониках. Современные исследователи определяют, что это вероятно был Ташкурган или Каргалык. Фасянь прибыл туда через 25 дней пути. Страна весьма преуспевала, там жило около 1000 монахов, главным образом махаянских. После 15 дней отдыха, Фасянь отправился на юг и через 4 дня вошёл в горы Цунлин (葱嶺山). Оттуда он прибыл в страну Юймо (於摩), где остались для ритуального затворничества. После этого Фасянь отбыл в страну Цзеча, где встретил Хуэйин, Даочжэн, Хуэйда. Местный царь покровительствовал буддизму. В его стране жило около 1000 монахов, но раз в пять лет он собирал монахов из соседних государств и преподносил обильные дары сангхе (панчапаришад).
Отсюда путь Фасяня пролегал на запад, через горы. Пройдя через опасные перевалы и проведя месяц в пути, Фасянь попал в небольшое государство Толи (陀歷), которое уже считалось северо-индийским.
| Место    | Локализация                       | Событие                                                                                              |
| -------- | --------------------------------- | --- |
| Шаньшань | Лоулань                           | Фасянь отдыхает 1 месяц.                                                                             |
| Уи       | Карашар                           | Фасянь отдыхает свыше двух месяцев и получает припасы от Фу Гунсуня для пересечения пустыни.         |
| пустыня  | Такла-Макан                       | Пересечена Фасянем за 1 месяц и 5 дней на пути в Хотан                                               |
| Хотан    | Хотан                             | Фасянь проживает в монастыре Гомати. Проводят 7 месяцев отдыхая и наблюдая церемонию шествия статуй. |
| Цзыхэ    | Ташкурган или Каргалык            | Фасянь отдыхает 15 дней.                                                                             |
| Цунлин   | У Фасяня Каракорум                | Фасянь проходит перевалы на пути в Индию                                                             |
| Юймо     | Неизвестно                        | Фасянь проводит затворничество.                                                                      |
| Цзеча    | Каракорум (?)                     | Фасянь встречает ушедшую вперёд часть группы.                                                        |
| Толи     | Точно неизвестно. Вероятно Чилас. | Фасянь вступает в Северную Индию.                                                                    |

### Третий этап — Западная Индия

Имя: Фасянь

Оказавшись в Толи (陀歷), Фасянь нашёл там некоторое количество хинаянских монахов. В Толи Фасянь видел деревянную статую будды Майтреи, которую вырезал мастер, видевший самого будущего будду, благодаря чудесной силе местного архата, который поднял мастера на небеса Тушита. Во время буддийских постов эта статуя, якобы, сияла и соседние цари подносили ей дары.
Из Толи путь вёл на юго-запад, через опасные горные перевалы, в верховья Инда (река Синьтоу 新頭河). Фасянь прошёл по вырубленному в скалах коридору и спустился по каменной лестнице с 700 ступенями. Он нашёл висячий мост и пересёк Инд. В горах Фасянь рассказывает своим спутникам-монахам о начале распространения буддизма в этих местах.
Дальше лежала знаменитая страна Учжан (烏萇) — Уддияна, где буддизм процветал. Фасянь отметил, что язык и одежда местных жителей уже совершенно индийские. В стране было 500 хинаянских монастырей и много буддийских реликвий. Хуэйцзин, Хуэйда, Даочжэн отправились в Нагар (Нангархар), для поклонения святыням. Остальная группа осталась в Уддияне для «летнего сиденья».
Закончив пост и медитации, монахи отправились в Сухэдо (宿呵多國). Там была ступа украшенная серебром и золотом, на месте где Шакьямуни рассказал джатаку о своей прошлой жизни в этой стране. Дальше шли на восток 5 дней и вошли в Гандхару. В Гандхаре Фасянь нашёл, главным образом, хинаянистов. Фасянь вспоминает, что в этой стране ранее правил царь Фа-и (法益), то есть Кунала-Дхармавивардхана, сын Ашоки.
Из Гандхары монахи направились в Таксилу. Название города было истолковано Фасянем как «отсечение головы», что позволило ему привести соответствующую джатаку. Монахи поклонились ступе.
Из Гандхары Фасянь пошёл на юг и через 4 дня прибыл в страну Пуруша, ныне Пешавар. Там Фасянь посещает превосходящую «своей красотой все, что ни есть в Джамбудвипе» Ступу Канишки и рассказывает о её постройке. Там же был монастырь, где хранилась патра Будды. Фасянь рассказывает, что когда юэчжи хотели увезти патру к себе, то 8 слонов не могли сдвинуть её с места. В монастыре живёт 700 монахов, Фасянь подробно описывает патру, чудеса и церемонию поклонения. Здесь группа начала распадаться: Баоюнь и Сэнцзин поклонились патре и двинулись в обратный путь в Китай, Хуэйцзин заболел и Даочжэн стал за ним ухаживать. Хуэйда отправился в Нангархар и встретился там с Баоюнь и Сэнцзин отбыл в Китай. Вскоре Хуэйцзин умер в монастыре и Фасянь решил дальше идти один.
Фасянь повернул на запад и прошёл 16 йоджан до Нагара (Нангархар). Там он попал в город Сило (ныне Хада чуть южнее Джелалабада), где в монастыре хранилась ушниша Будды. В столице этого царства была ступа где хранился один из зубов Будды. В монастыре к северу от города хранился посох Будды. Далее Фасянь направился через ущелье на запад. Там в вихаре хранилась сангхати — верхняя накидка Будды. Считалось, что благодаря поклонению ей можно вызвать дождь. На юге была пещера где Будда оставил свою тень на стене. Недалеко от тени стоит ступа. По легенде её построил сам Будда с учениками, заложив в основу свои волосы и ногти. Они считалась образцом для последующих ступ. Рядом находился монастырь, где жило 700 монахов. Всего в Нагаре Фасянь провёл три зимние месяца.
Найдя двух спутников, Фасянь отправился на юг в горы Сяосюэшань (小雪山). В горах группу накрыла метель и один из спутников умер. Дойдя до страны Лои, Фасянь обнаружил там около 3000 монахов большой и малой колесницы и решил остаться для летнего сидения. Закончив, Фасянь шёл 10 дней на юг в страну Бана (跋那國), где проживало 3000 монахов малой колесницы. В трёх днях пути на восток была переправа через Инд.
Переправившись через Инд, Фасянь попадает в страну Питу (毗荼). Там жили монахи большой и малой колесницы. Узнав, какой путь проделал Фасянь они очень сочувствовали ему и стали снабжать всем необходимым. Далее Фасянь следовал на юго-восток 80 йоджан. По дороге ему всюду встречались монастыри.
| Место                | Локализация                                 | Событие |
| -------------------- | ------------------------------------------- | --- |
| Толи                 | Точно неизвестно. Вероятно Чилас.           | Фасянь вступает в Северную Индию. |
| река Синьтоу         | Инд                                         | Через 15 дней пути на юго-запад монахи спускаются к Инду и пересекают его по подвесному мосту. Фасянь рассказывает о распространении буддизма. |
| Учжан (烏萇)         | Уддияна в долине реки Сват.                 | Фасянь осматривает буддийские святыни. Часть монахов уходит в Нангархар. Остальные вместе с Фасянем уединяются для «летнего сидения».          |
| Сухэдо (宿呵多)      | Где-то между Уддияной и Гандхарой.          | Осмотр ступы, Фасянь кратко излагает одну джатаку.                                                                                             |
| Цзяньтовэй (揵陀衛)  | Гандхара                                    | Осмотр ступы, Фасянь кратко излагает другую джатаку.                                                                                           |
| Чжушашило (竺剎尸羅) | Таксила                                     | Осмотр ступы. |
| Фулуша (弗樓沙)      | Пурушапура, ныне Пешавар                    | Осмотр Ступы Канишки и монастыря патры Будды. Хуэй-цзин умирает. Монахи возвращаются в Китай. Фасянь решает путешествовать в одиночестве.      |
| Нацзе (那竭)         | Нангархар                                   | В городе Сило (южнее нынешнего Джелалабада) Фасянь поклоняется ушнише Будды, зубу Будды, его посоху и другим реликвиям.                        |
| Сяосюэшань (小雪山)  | Спин Гар                                    | Фасянь попадает в снежную бурю. |
| Лои (羅夷國)         | Неизвестно. Где-то за Хайберским перевалом. | Фасянь проводит «летнее сидение» |
| Бана (跋那國)        | Банну                                       | Фасянь обнаруживает 3000 монахов малой колесницы.                                                                                              |
| Синьтоухэ (新頭河)   | Инд                                         | Фасянь переправляется через Инд. |
| Питу (毗荼)          | Бхера                                       | Местные монахи помогают Фасяню, жертвуя припасы.                                                                                               |

### Четвёртый этап — «Срединная страна»
Постепенно Фасянь дошёл до Матхуры. На берегах реки Пуна (蒱那河) располагалось 20 монастырей, где проживало 3000 монахов. Отсюда, по мнению Фасяня начиталась Срединная Страна — Мадхьядеша, единственное место, где являются будды. Фасянь описывает свободу передвижения земледельцев, мягкость наказаний неведомую в Китае. Фасянь описывает чжаньтуло (旃荼羅) — «чандалов», недобрых людей, живущих обособленно. Только они едят мясо, рыбу, лук, чеснок, охотятся. Остальные жители благочестивы и многие привержены буддизму.
Из Матхуры Фасянь направился на юго-восток и шёл 18 йоджан в Сэнцзяши (僧伽施). Там Будда спустился на землю после проповеди на Небесах 33 богов. Там есть памятники, вихары и ступы построенные царём Ашокой. Там жило около 1000 монахов равно малой и большой колесницы. Есть священная белая змея, которая считается воплощением местного дракона. Дракон, по преданию, почитает Будду и приносит стране обильные дожди. Фасянь остановился в Вихаре Дракона для «летнего сидения». Пройдя 7 йоджан на юго-восток он попал в город Каньякубджа. В городе было два хинаянских монастыря. Переправившись через Ганг, Фасянь проходит 3 йоджаны до селения Али (呵梨 не идентифицировано), где проповедовал Будда. Оттуда, пройдя 10 ли на юго-восток до Шачжи (沙祇) — Сакета. Там росло дерево — Ива, которую посадил сам Будда. Есть ступы в память о буддах прошлого.
Пройдя 8 йоджан Фасянь попал в Кошалу. Столица — Шравасти. Город был в упадке, осталось всего 200 семей. Правил городом раджа Прасенаджит (波斯匿). В городе находятся многочисленные буддийские святыни. За южными воротами города находится вихара Джетавана — «Роща Джета». В этом месте Будда произнёс многочисленные проповеди. Старая вихара сгорела ещё в древности и была перестроена. При виде запустения изначального центра буддизма Фасяня и его спутника Дао-чжэна охватила грусть. Местные монахи очень удивились паломникам из Китая. Фасянь описывает святыни Шравасти и его округи, пересказывает соответствующие джатаки и сутры. Вообще в округе 98 монастырей, из них только 1 полностью заброшен. Фасянь упомянет и о «иноверцах», включая последователей Девадатты община которых всё ещё существовала и почитала будд прошлого, но не Шакьямуни.
Пройдя 50 ли на запад до селения Дувэй (都維) и посетили ступу будды Кашьяпы. В 12 йоджанах на юго-восток в городе Напицзя (那毗伽) — ступа будды Кракуччханды. В пол-йоджане на север — ступа будды Канакамуни. Пройдя ещё немного на восток, Фасянь добрался до Капилавасту — бывшей столице Шакьев. Город был уничтожен ещё при жизни Шакьямуни. Фасянь обнаружил руины, где жило 10 семей. Вообще страна обезлюдела, на путников нападают слоны и львы. Пройдя 5 йоджан на восток, Фасянь попал в страну Рама, там была ступа и озеро где жил дракон. Место также заросло травой, там жило немного монахов. В 3 йоджанах на восток место где будда отослал своего конюха, ещё в 4 йоджанах вихара на месте погребального костра будды. Пройдя ещё 12 йоджан на восток, Фасянь попал в город Кушинагар — место паринирваны Будды. В городе есть монахи и немного дворов мирян, также приписанных к общине.
Пройдя на восток 22 йоджаны Фасянь попал в Вайшали — бывшую столицу Личчхавов. Там находились знаменитые монастыри и ступы. В 3-4 ли на восток от города стояла Ступа Винаи — место где впервые была записана Виная-питака. Ещё в 4 ли на восток — место паринирваны Ананды. Переправившись через Ганг, Фасянь вошёл в Магадху и её столицу — Паталипутру. В городе ещё сохранялся дворец Ашоки. В городе два знаменитых монастыря на 600—700 монахов каждый, один махаянский, а другой хинаянский. При Фасяне там жил знаменитый учёный Манджушри. В городе проводят «шествие статуй». В 9 ли на юг знаменитая пещера, где Шакра записал ответы Будды по 42 пунктам. Пройдя ещё йоджану на юго-запад, Фасянь вышел к Наланде. Пройдя йоджану на запад, Фасянь добрался до Раджгира, где было два монастыря и ступа. Старый город царя Бимбисары, точнее его руины, лежал в 4 ли на юге. В 15 ли на юго-восток Гридхракута — «Гора Коршунов» знаменитое место проповедей Будды. Купив в городе благовония, цветы и масло для светильников, и взяв двух молодых помощников из монахов Фасянь отправился на вершину Гридхракуты, где всю ночь читал сутру Шурангаму. Вокруг города находятся разные буддийские святыни.
Пройдя 4 йоджаны на запад, Фасянь пришёл в Бодх-Гяю, но там также было запустение. Впрочем недалеко располагалось три весьма хороших монастыря. Далее Фасянь следовал по разным местам, связанным с буддийскими сутрами: 20 ли на юг, 3 ли на запад, 2 ли на север, пол-йоджаны на северо-восток. Фасянь кратко обозначает, чем связано с Буддой то или иное место. Пройдя 3 ли на юг Фасянь подошёл к горе Цзицзу (雞足) — Гурупада, где пребывает Махакашьяпа. На гору Фасянь не стал взбираться из-за растительности и диких зверей. Фасянь повернулся опять к Паталипутре и прошёл вдоль Ганга 22 йоджаны до Варанаси. Там Фасянь посещает место первой проповеди Будды — Оленью рощу. Там было 2 монастыря. Неясно ходил ли Фасянь в город Каушамби, но он кратко упомянет о хинаянском монастыре там. О лежащей на юге стране Декан, Фасянь сообщает сведения о монастыре будды Кашьяпы — Парвата. От поездки на юг Фасянь отказался — дорога была опасной и только с помощью местных правителей можно было пройти.
Из Варанаси Фасянь решил вернуться в Паталипутру.
| Место                      | Локализация                             | Событие                                                                                          |
| -------------------------- | --------------------------------------- | ------------------------------------------------------------------------------------------------ |
| Мотоуло (摩頭羅)           | Матхура                                 | Фасянь описывает «центральную страну», центр буддийского учения.                                 |
| Сэнцзяши (僧伽施)          | Санкиса 27°20′02″ с. ш. 79°16′16″ в. д. | Фасянь поклоняется буддийским святыням. Остановился в вихаре Белого Дракона для летнего сидения. |
| Цзычжаои (罽饒夷)          | Каньякубджа                             | Фасянь перепрявляется через Ганг.                                                                |
| Шачжи (沙祇)               | Айодхья — Сакета                        | Фасянь осматривает священное дерево и ступы.                                                     |
| Цзюйсало (拘薩羅)          | Кошала                                  | Фасянь направляется в столицу — Шравасти.                                                        |
| Шэвэй (舍衛)               | Шравасти                                | Фасянь посещает «Рощу Джеты». Обходит округу города.                                             |
| Цзявэйловэй (迦維羅衛)     | Капилавасту                             | Фасянь осматривает руины Капилавасту и Лумбини.                                                  |
| Ланьмо (藍莫)              | Рамграм                                 | Фасянь осматривает ступу.                                                                        |
| Ланьмо (拘夷那竭)          | Кушинагар                               | Фасянь посещает место паринирваны Будды.                                                         |
| Пишэли (毗舍離)            | Вайшали                                 | Фасянь посещает монастыри и ступы.                                                               |
| Моцзэ (摩竭)               | Магадха                                 | Фасянь отправляется в Паталипутру.                                                               |
| Баляньфу (巴連弗)          | Паталипутра, ныне Патна                 | Фасянь описывет столицу Магадхи и её буддийские святыни                                          |
| Найлоцзюйло (那羅聚落)     | Наланда                                 | Фасянь посещает Наланду                                                                          |
| Ваньшэ синь чэн (王舍新城) | Раджгир                                 | Фасянь посещает два монастыря и ступу.                                                           |
| Цышэцзюэшань (耆闍崛山)    | Пик Коршунов                            | Фасянь воскуряет благовония и читает Шурангама-сутру.                                            |
| Цзяе (伽耶)                | Бодх-Гяю                                | Бодх-Гая найдена заброшенной. Фасянь обходит окрестности.                                        |
| Цзяши (迦尸)               | Каши                                    | Пройдена на пути в Варанаси.                                                                     |
| Болонай (波羅㮏)           | Варанаси                                | Посещение Оленьей Рощи.                                                                          |
| Баляньфу (巴連弗)          | Паталипутра, ныне Патна                 | Фасянь возвращается в столицу Магадхи.                                                           |

### Пятый этап — поиск и приобретение Виная-питаки
Целью путешествия Фасяня было отыскание надлежащей копии Виная-питаки для китайских буддистов. В Северной Индии он не встретил подходящей копии, поскольку местные наставники предпочитали передавать Винаю устно. В одном из махаянских монастырей Центральной Индии (вероятно в Паталипутре) ему удалось найти и приобрести экземпляр «Винаи Махасангхиков». Фасянь отметил, что каждая из 18 старых буддийских школ имеет свою редакцию Винаи, но в целом они не различаются. Виная Махасангхиков была, на его взгляд, подробнее и обстоятельнее. Потом Фасяню посчастливилось отыскать в одной общине экземпляр в 7000 гатх «Винаи Сарвастивадинов». Она была распространена среди китайских наставников, но не была записана.
Кроме того, в той же общине Фасянь приобрёл «Самьюктабхидхармахридая-шастру» в 6000 гатх, сутру в 2500 гатх, 1 цзюань из Паринирвана-сутры в 5000 гатх и «Абхидхарму Махасангхиков».
Три года провёл в Паталипутре Фасянь за изучением санскрита, писаний и переписыванием Винаи. Даочжэн полюбил жизнь индийских монахов и решил остаться в Индии, дабы вплоть до просветления перерождаться в срединной стране.
Приобретения Фасяня:
- Виная Махасангхиков.
- Винаи Сарвастивадинов в 7000 гатх.
- Самьюктабхидхармахридая-шастра в 6000 гатх.
- неназванная сутра в 2500 гатх.
- Цзюань из Паринирвана-сутры в 5000 гатх.
- Абхидхарма Махасангхиков.

### Шестой этап — путь в Китай
Растеряв всех спутников, но приобретя книги, Фасянь выехал из Паталипутры на юг вдоль Ганга и пройдя 18 йоджан в страну Чампа, где находит действующие монастыри и ступы. Пройдя 50 йоджан на восток, он попадает в Тамралипти — порт в устье Ганга. Там Фасянь нашёл 24 монастыря и процветающий буддизм. Фасянь решил остаться на 2 года. Он занимался копированием сутр и изображений. Затем Фасянь сел на торговое судно и поплыл на юго-запад. При попутном ветре судно прибыло в Симхалу через 14 дней, пройдя около 700 йоджан.
Цейлон поразил Фасяня своим удобством, красотой и буддийскими реликвиями. У драгоценной статуи Будды Фасянь увидел купца, жертвующего шёлковый веер — вещь из Китая. Фасянь вспомнил «Ханьскую землю» и загрустил. Цейлон был очень богат, Фасянь писал о торговцах из Сабао (薩薄) — вероятно сабеи из южной Аравии. Проведя на острове 2 года, Фасянь пополнил своё собрание новыми текстами:
- Виная Махишасаков[19]
- Диргхагама[20] — Дигха-никая Дхармагуптаков
- Самьюктагама[21]
- Самьюктасанчая-питака[22] — не установлено, что Фасянь имел в виду.

Фасянь заметил, что этих текстов не было в Китае. И современные учёные подтверждают, что Фасянь действительно привёз в Китай новые тексты. Закончив копировать, Фасянь нашёл большое торговое судно с 200 человек на борту и отправился в путь. Плаванье было опасным, поэтому к большому судну было прилеплено малое в качестве спасательного. Пройдя на восток три дня, обнаружили течь в судне. Люди стали перебираться на малое судно, но те, что залезли туда раньше, перерубили канат из страха, что судно не выдержит всех пассажиров. Купцы стали бросать свои товары в воду. Фасянь также бросил в воду личные вещи и стал молиться Авалокитешваре, дабы довезти книги и изображения в целости. Тридцать дней дул сильный ветер. Наконец, моряки смогли причалить и заделать щель. Фасянь писал, что путешествовать по морю страшно из-за пиратов, которых было множество, и штормов, но всё же люди умели определять направление по звёздам.
Прошло ещё 90 дней и судно прибыло в страну Епоти (耶婆提) — Ява. На Яве не оказалось буддистов, зато были брахманы. Через 5 месяцев Фасянь нашёл судно, идущее в Китай. На судне было также около 200 человек и провизия на 50 дней. На борту Фасянь провёл ритуальное затворничество. В 16-й день 5-го месяца по Китайскому календарю судно вышло из порта. Через месяц пути снова налетел ураган. Фасянь молился и шторм утих. Брахманы, плывшие на судне, стали советовать купцам высадить Фасяня на необитаемом острове. Однако один из пассажиров пригрозил купцам, что если они высадят Фасяня, то он либо сойдёт вместе с ним, либо будет убит, либо донесёт китайскому императору об убийстве монаха. Купцы испугались и не стали высаживать Фасяня. Прошло 70 дней в море и моряки стали опасаться, что судно сбилось с курса. Когда вода и припасы стали подходить к концу, посовещавшись, экипаж повернул на запад и через 20 дней добрались до берега. Судно пристало у горы Лао (牢山) в префектуре Чангуан, хотя по плану судно должно было пристать в Гуанчжоу. Экипаж стал запасаться водой и фруктами. Фасянь понял, что вернулся в Китай, но где они пристали, он не смог понять. Экипаж схватил двух местных охотников и привёл к Фасяню. Расспросив их, Фасянь узнал, что попал в Цинчжоу, который недавно был отвоёван Лю Юем, генералом империи Цзинь. Местный тайшоу Ли И (李嶷) был буддистом и, узнав о приезде шрамана из Индии с книгами и изображениями, сразу отправил за Фасянем лодку. Купцы обрадовались и поехали торговать в Янчжоу.
По приглашению префекта Фасянь прибыл в Цинчжоу, где отдыхал «лето и зиму», провёл затворничество. Сначала Фасянь намеревался отправиться в Чанъань, но, помня о важности своей миссии, отправился в Нанкин для преподнесения Винаи. Фасянь странствовал 15 лет: 6 лет до Индии, 6 лет в Индии, и 3 года в пути домой. Фасянь, по собственным подсчётам, посетил свыше 30 стран.
| Место                       | Локализация         | Событие |
| --------------------------- | ------------------- | --- |
| Шаньбо (贍波)               | Чампа — Бхагалпур   | Фасянь посещает монастыри и ступы.                                                                                     |
| Домоли (多摩梨)             | Тамралипти — Тамлук | Фасянь остаётся на 2 года для переписывания текстов и копирования изображений. После устраивается на судно до Цейлона. |
| Шицзы (師子)                | Симхала — Цейлон    | Фасянь остаётся на острове 2 года для копирования текстов.                                                             |
| Епоти (耶婆提)              | Ява                 | Фасянь проводит на острове 5 месяцев и садится на другое судно.                                                        |
| префектура Чангуан (長廣郡) | восток Лайяна       | Судно с Фасянем пристаёт к берегу, проведя в плавании 90 дней вместо 50 планировавшихся.                               |
| Цинчжоу                     | Цинчжоу             | Фасянь гостит год у тайшоу Ли И.                                                                                       |
| Цзянькан                    | Нанкин              | Фасянь прибывает в столицу Цзинь для преподнесения Винаи.                                                              |

## Сочинение

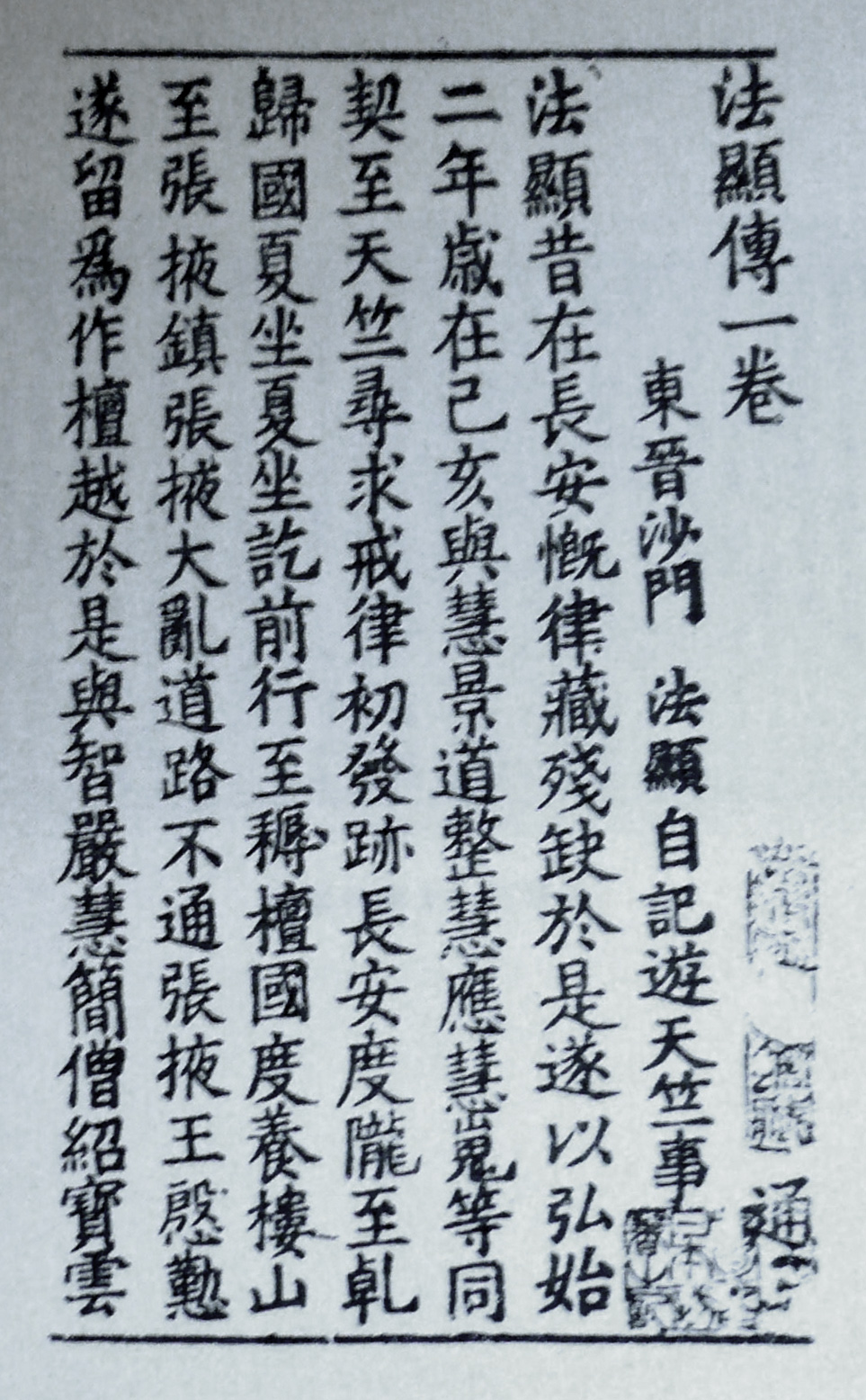
Первая страница сочинения Фасяня. Ксилограф 12-го века.

Вернувшись в Цзянькан Фасянь «взялся за бамбук и шёлк и изложил подробно всё, что испытал в своих странствиях, желая передать мудрым, что видел и что слышал». В 414 или 416 году Фасянь встретил неизвестного автора. Последний абзац «Записок» написан не Фасянем, но вероятно лицом, переписавшим его историю. Он расспрашивает Фасяня о странствиях и удивляется его настойчивости.
Труд Фасяня «Записки о буддийских странах» (кит. трад. 佛國記, упр. 佛国记, пиньинь fó guó jì, палл. Фо го цзи) в 1 цзюане. Написан на вэньянь. Текст ориентирован скорее на читателя из буддийской монашеской среды, хорошо ориентирующегося в буддийской литературе и терминах. Срединным государством (中國) в повествовании Фасяня именуется не Китай, как это было повсеместно принято в китайской литературе, а Индия, точнее Мадхьядеша — место жизни и проповеди Шакьямуни. Слог проще, лаконичней, и безыскусней, в сравнении с Сюаньцзаном. С другой стороны, стиль Фасяня более «личный», больше внимания уделяется мыслям и чувствам повествователя. Последний отрывок приписан другим автором (вероятно также монахом) в более пышном стиле.
Переводы с китайского на европейские языки:
1. Французский: Ж.-П. Абель-Ремюза 1836 года[26].
2. Английский: С. Бил[англ.] 1869 года[27], более известен в пересмотренной редакции 1884 года[28]. Грамматически более точный перевод Г. Джайлза 1877 года[29]. Недостатки предшествующих переводов были исправлены Дж. Леггом в переводе 1886 года[30].
3. Русский: Наталия Владимировна Александрова (Самозванцева) 1990 года[31], пересмотренный перевод 2008 года[32].